# Musculus pygmaeus
Musculus pygmaeus is een tweekleppigensoort uit de familie van de Mytilidae. De wetenschappelijke naam van de soort is voor het eerst geldig gepubliceerd in 1964 door Glynn.